# Ligne Seibu Ikebukuro
La ligne Seibu Ikebukuro (西武池袋線, Seibu-Ikebukuro-sen) est l'une des 2 lignes ferroviaires principales de la compagnie privée Seibu au Japon. Elle relie la gare d'Ikebukuro à Tokyo à celle d'Agano à Hannō dans la préfecture de Saitama. C'est une ligne avec un fort trafic de trains de banlieue.
Sur les cartes, la ligne Seibu Ikebukuro est de couleur orange et les gares sont identifiées par les lettres SI suivies d'un numéro.

## Histoire
La ligne a été ouverte le 15 avril 1915 entre Ikebukuro et Hannō par le chemin de fer Musashino (武蔵野鉄道), prédécesseur de la compagnie Seibu. La ligne est prolongée à Agano en 1929.

## Caractéristiques

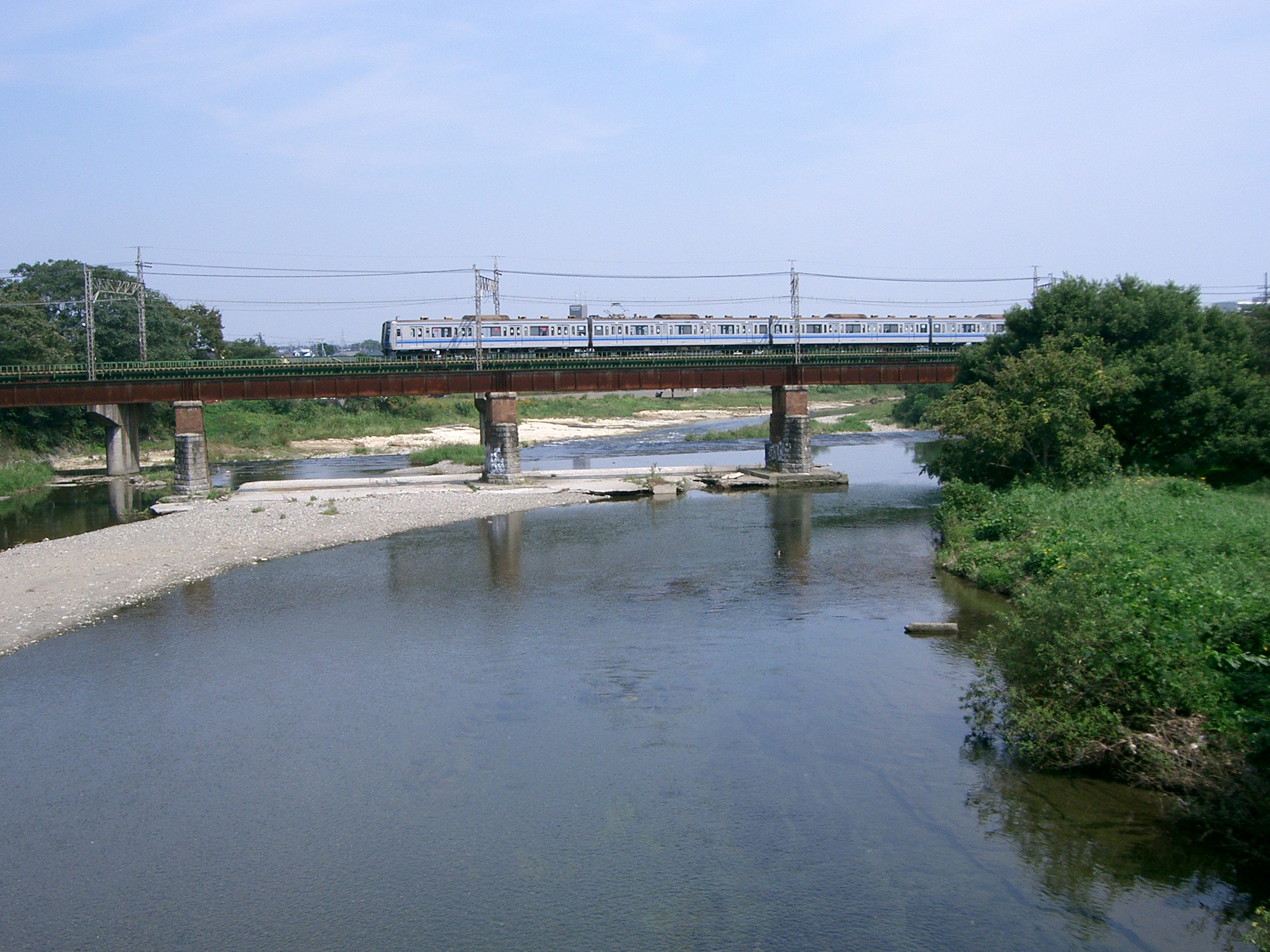
La ligne traversant la rivière Iruma.

### Ligne
- Longueur : 57,8 km
- Écartement : 1 067 mm
- Alimentation : 1 500 Vcc par caténaire
- Nombre de voies :
  - Quadruple voie de Nerima à Shakujii-kōen
  - Double voie d'Ikebukuro à Nerima et de Shakujii-kōen à Hannō
  - Voie unique de Hannō à Agano

La ligne effectue un rebroussement en gare de Hannō.

### Tracé
|  |

### Services et interconnexions
La ligne est interconnectée avec :
- la ligne Seibu Yūrakuchō à Nerima, ce qui permet des services interconnectés avec les lignes Yūrakuchō et Fukutoshin du Tokyo Metro, la ligne Tōyoko de la compagnie Tōkyū et la ligne Minatomirai de la Yokohama Minatomirai Railway.
- la ligne Seibu Toshima à Nerima,
- la ligne Seibu Sayama à Nishi-Tokorozawa,
- la ligne Seibu Chichibu à Agano.

### Liste des gares
La ligne comporte 31 gares, identifiées de SI01 à SI31.
| Numéro | Gare             | Nom japonais | Distance (km) | Correspondances                                                                                         | Localisation    | Localisation          |
| ------ | ---------------- | ------------ | ------------- | --- | --------------- | --------------------- |
| SI01   | Ikebukuro        | 池袋         | 0             | JR East : Saikyō, Shōnan-Shinjuku, Yamanote Tōbu : Tōjō Tokyo Metro : Fukutoshin, Marunouchi, Yūrakuchō | Toshima         | Tokyo                 |
| SI02   | Shiinamachi      | 椎名町       | 1,9           | | Toshima         | Tokyo                 |
| SI03   | Higashi-Nagasaki | 東長崎       | 3,1           | | Toshima         | Tokyo                 |
| SI04   | Ekoda            | 江古田       | 4,3           | | Nerima          | Tokyo                 |
| SI05   | Sakuradai        | 桜台         | 5,2           | | Nerima          | Tokyo                 |
| SI06   | Nerima           | 練馬         | 6,0           | Seibu : Toshima (interconnexion), Seibu Yūrakuchō (interconnexion) Toei : Ōedo                          | Nerima          | Tokyo                 |
| SI07   | Nakamurabashi    | 中村橋       | 7,5           | | Nerima          | Tokyo                 |
| SI08   | Fujimidai        | 富士見台     | 8,3           | | Nerima          | Tokyo                 |
| SI09   | Nerima-Takanodai | 練馬高野台   | 9,5           | | Nerima          | Tokyo                 |
| SI10   | Shakujii-kōen    | 石神井公園   | 10,6          | | Nerima          | Tokyo                 |
| SI11   | Ōizumi-gakuen    | 大泉学園     | 12,5          | | Nerima          | Tokyo                 |
| SI12   | Hōya             | 保谷         | 14,1          | | Nishitōkyō      | Tokyo                 |
| SI13   | Hibarigaoka      | ひばりヶ丘   | 16,4          | | Nishitōkyō      | Tokyo                 |
| SI14   | Higashi-Kurume   | 東久留米     | 17,8          | | Higashikurume   | Tokyo                 |
| SI15   | Kiyose           | 清瀬         | 19,6          | | Kiyose          | Tokyo                 |
| SI16   | Akitsu           | 秋津         | 21,8          | JR East : Musashino (à Shin-Akitsu)                                                                     | Higashimurayama | Tokyo                 |
| SI17   | Tokorozawa       | 所沢         | 24,8          | Seibu : Shinjuku                                                                                        | Tokorozawa      | Préfecture de Saitama |
| SI18   | Nishi-Tokorozawa | 西所沢       | 27,2          | Seibu : Sayama (interconnexion)                                                                         | Tokorozawa      | Préfecture de Saitama |
| SI19   | Kotesashi        | 小手指       | 29,4          | | Tokorozawa      | Préfecture de Saitama |
| SI20   | Sayamagaoka      | 狭山ヶ丘     | 31,6          | | Tokorozawa      | Préfecture de Saitama |
| SI21   | Musashi-Fujisawa | 武蔵藤沢     | 32,9          | | Iruma           | Préfecture de Saitama |
| SI22   | Inariyama-kōen   | 稲荷山公園   | 35,9          | | Sayama          | Préfecture de Saitama |
| SI23   | Irumashi         | 入間市       | 36,8          | | Iruma           | Préfecture de Saitama |
| SI24   | Bushi            | 仏子         | 39,7          | | Iruma           | Préfecture de Saitama |
| SI25   | Motokaji         | 元加治       | 41,0          | | Iruma           | Préfecture de Saitama |
| SI26   | Hannō            | 飯能         | 43,7          | | Hannō           | Préfecture de Saitama |
| SI27   | Higashi-Hannō    | 東飯能       | 44,5          | JR East : Hachikō                                                                                       | Hannō           | Préfecture de Saitama |
| SI28   | Koma             | 高麗         | 48,5          | | Hikada          | Préfecture de Saitama |
| SI29   | Musashi-Yokote   | 武蔵横手     | 51,3          | | Hikada          | Préfecture de Saitama |
| SI30   | Higashi-Agano    | 東吾野       | 53,8          | | Hannō           | Préfecture de Saitama |
| SI31   | Agano            | 吾野         | 57,8          | Seibu : Seibu Chichibu (interconnexion)                                                                 | Hannō           | Préfecture de Saitama |

## Matériel roulant

### Actuel
La ligne Seibu Ikebukuro est parcourue par les trains suivants.

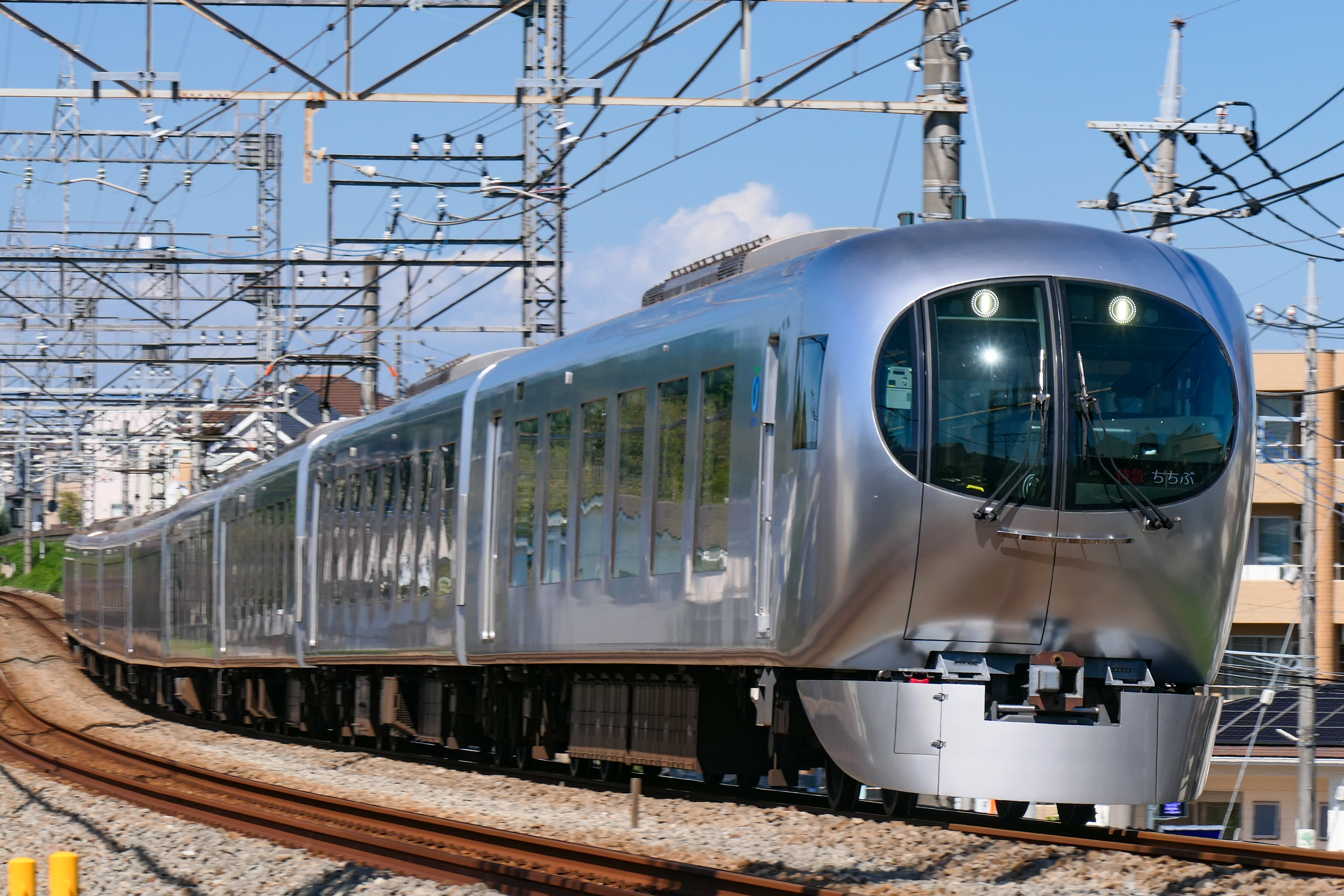
Seibu série 001 (services Chichibu et Musashi)
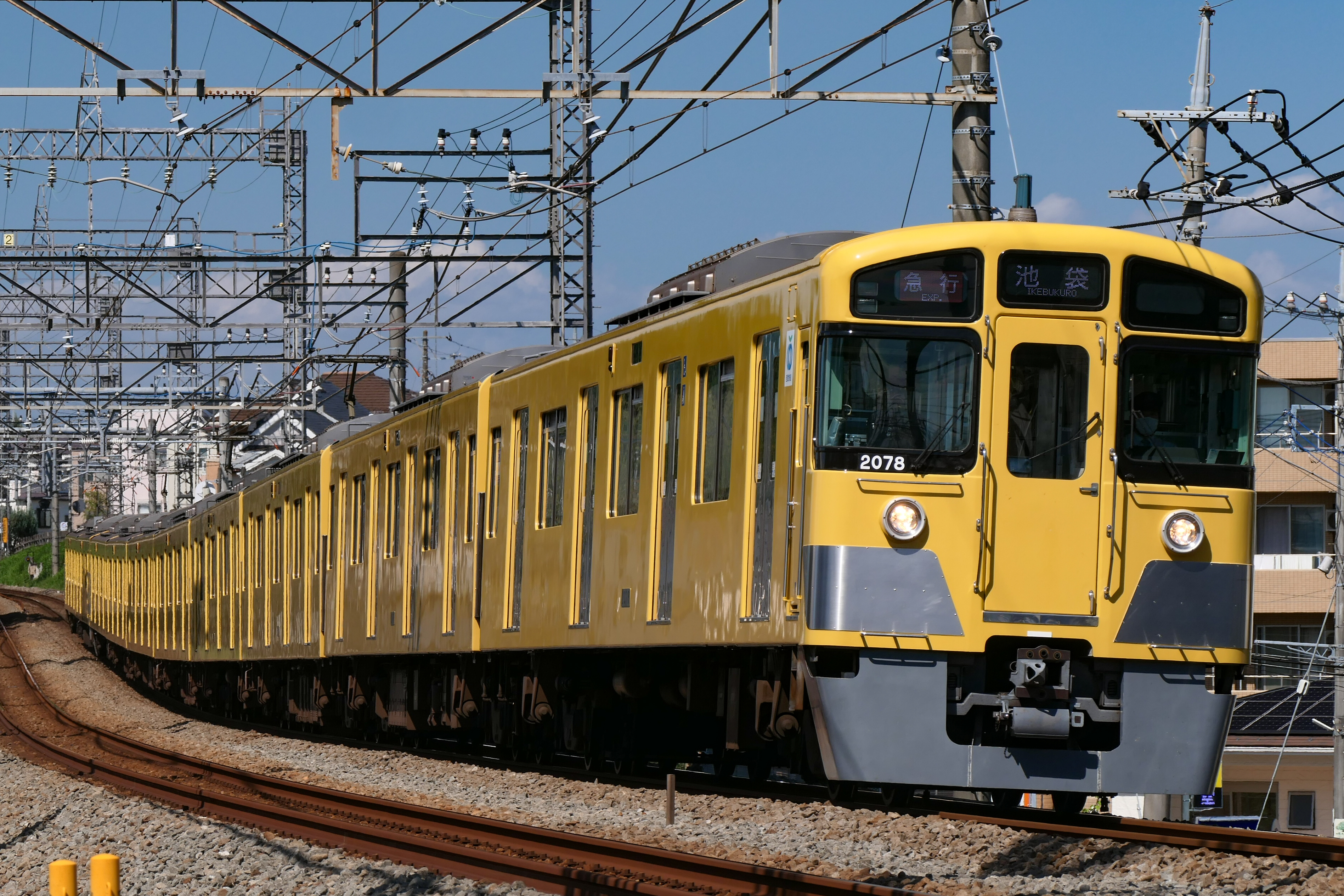
Seibu série 2000
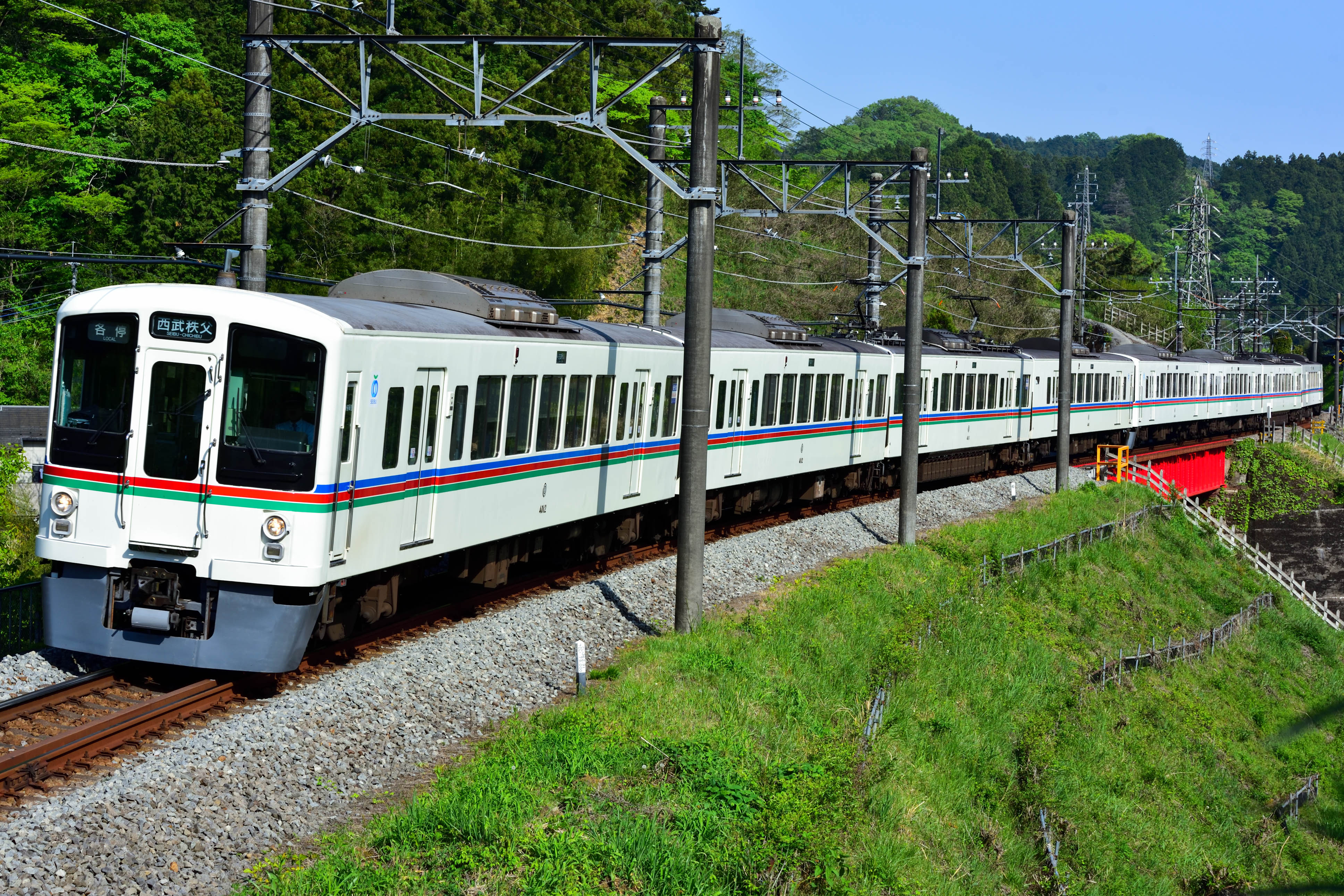
Seibu série 4000
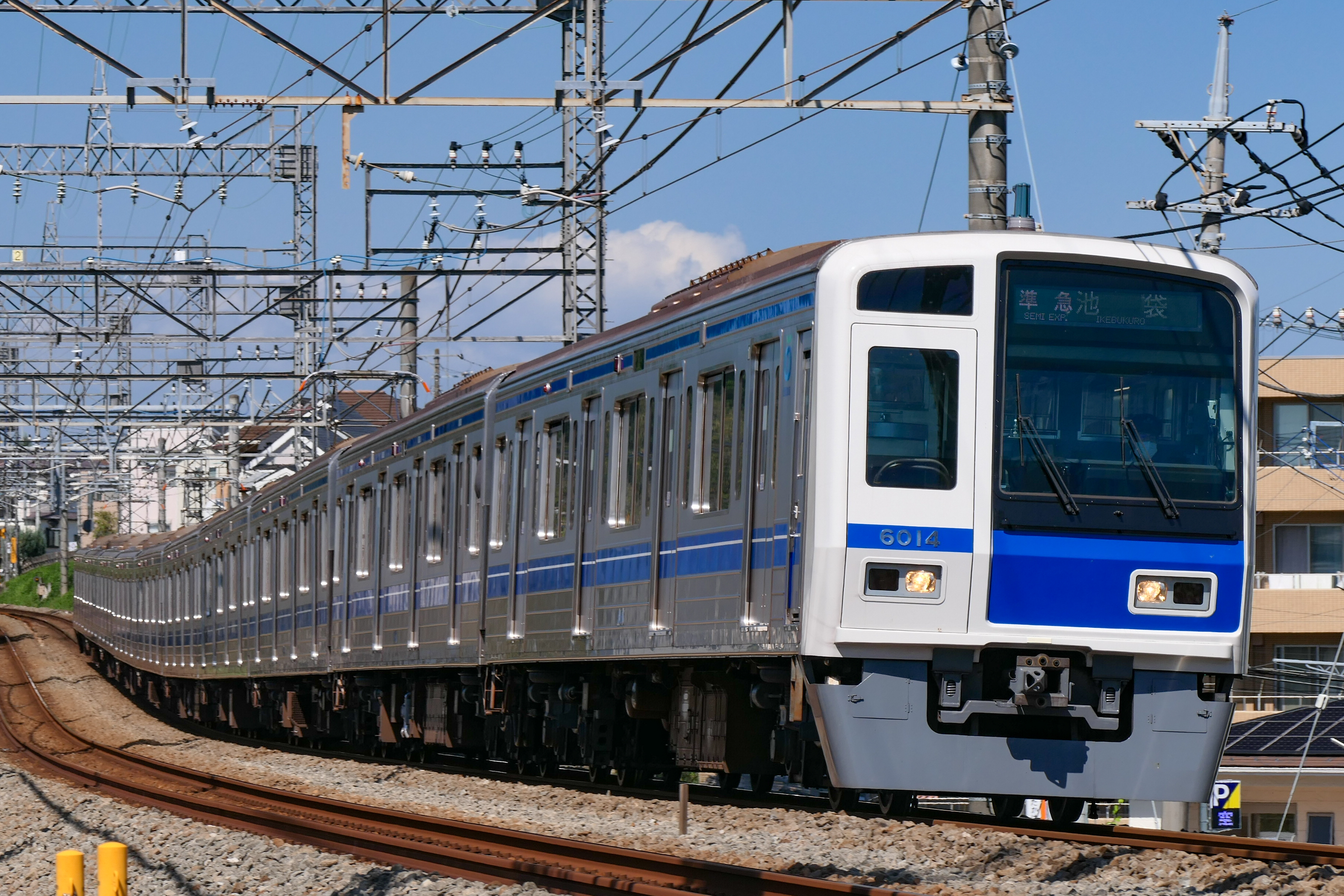
Seibu série 6000
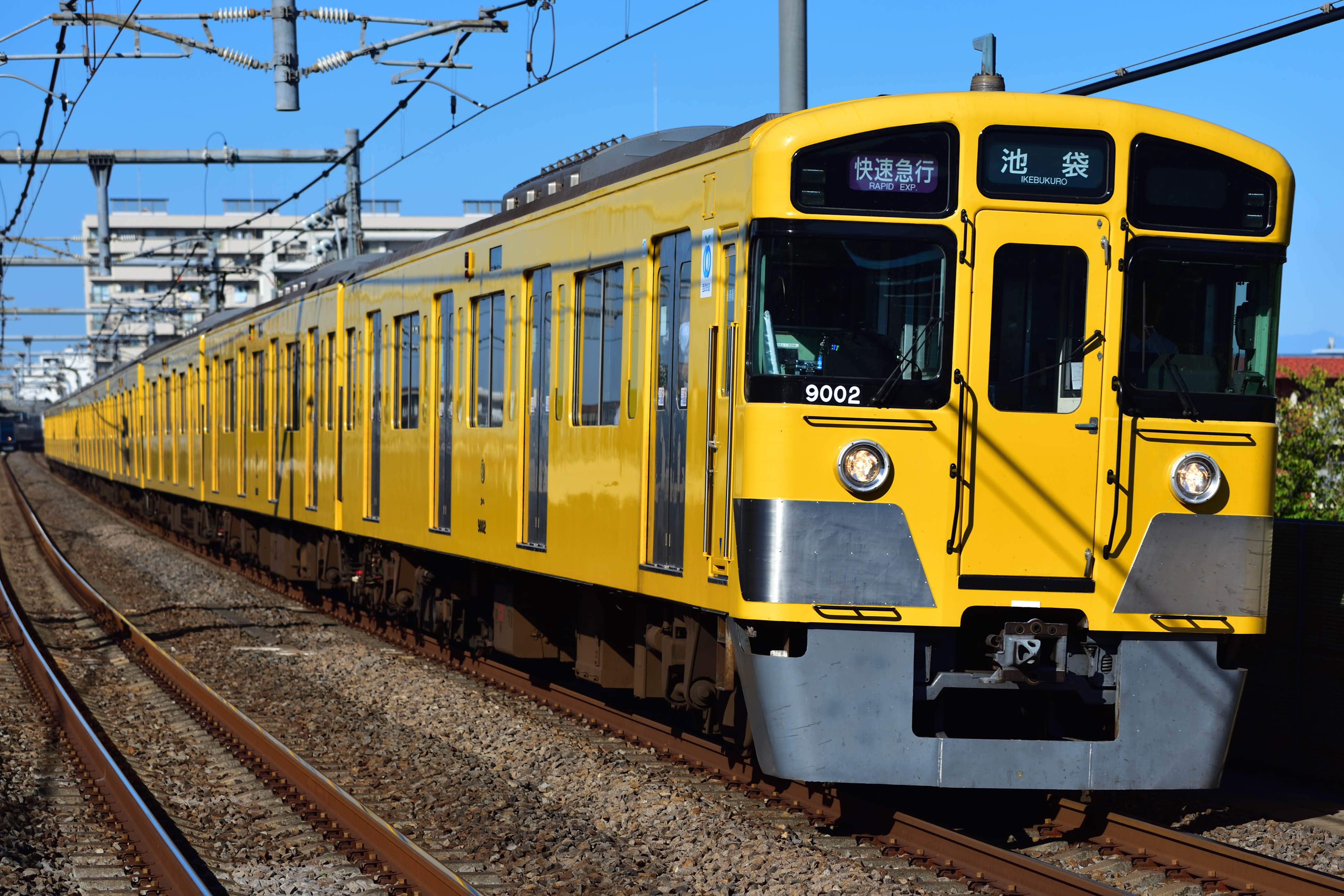
Seibu série 9000
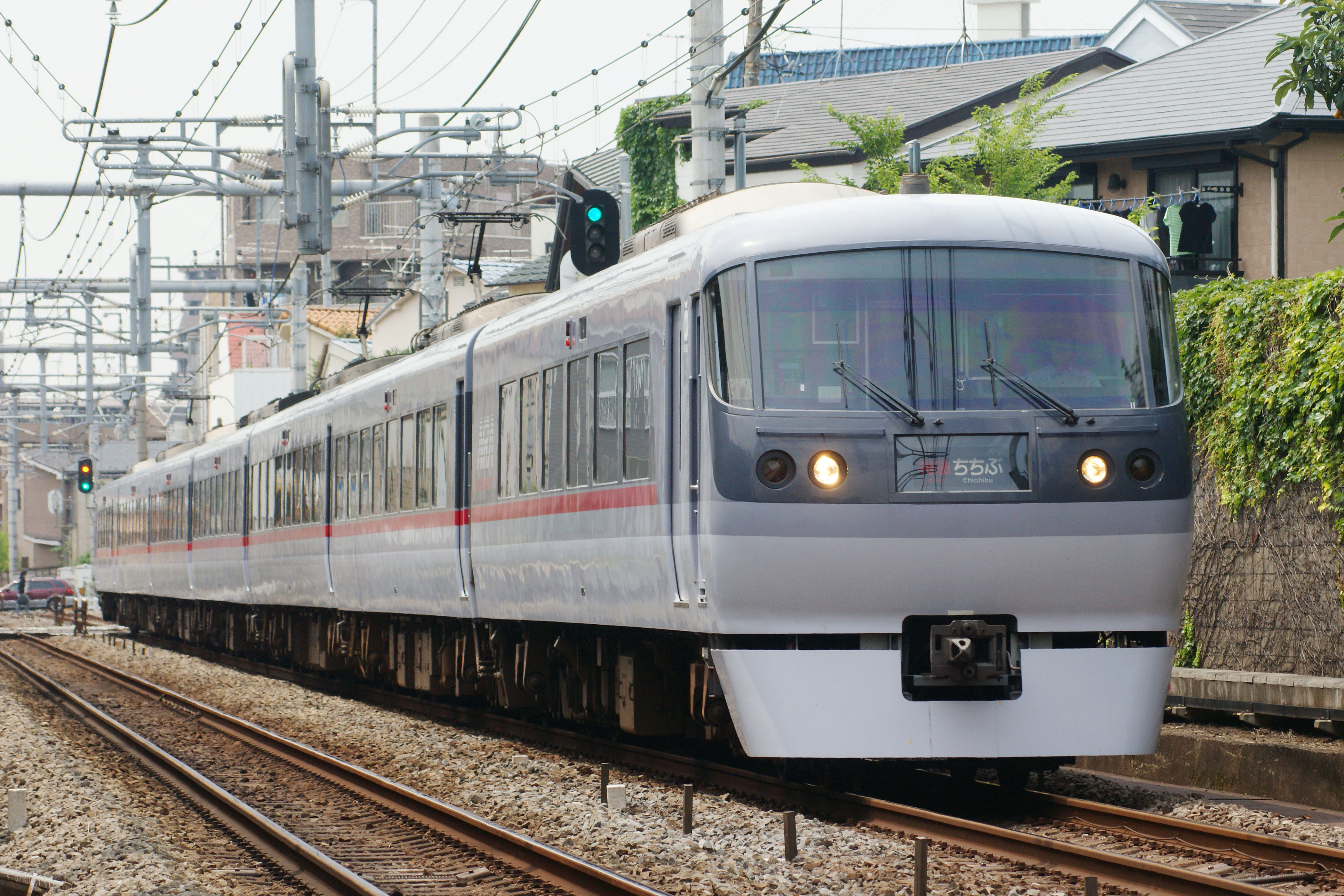
Seibu série 10000 (services Chichibu et Musashi)
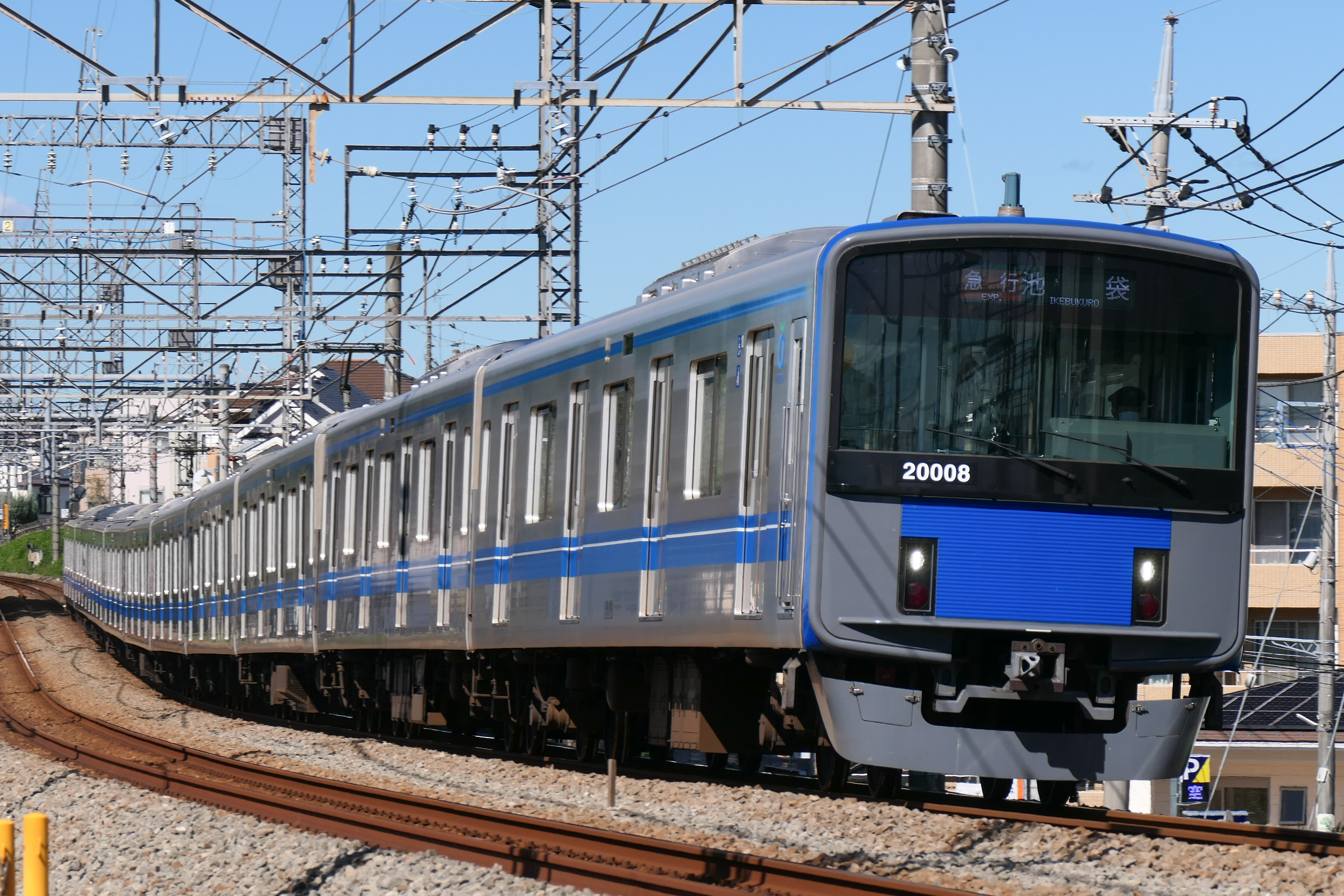
Seibu série 20000
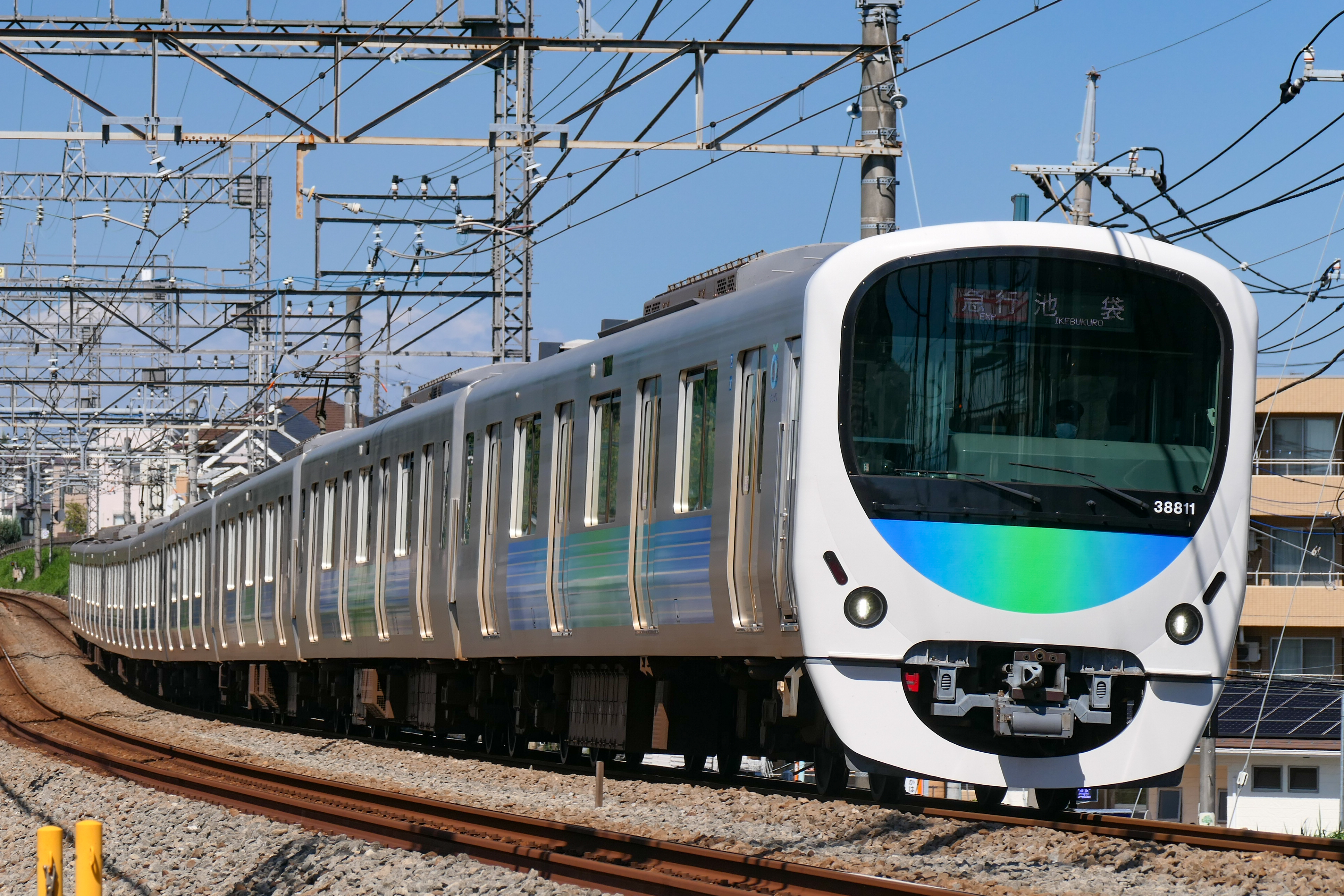
Seibu série 30000
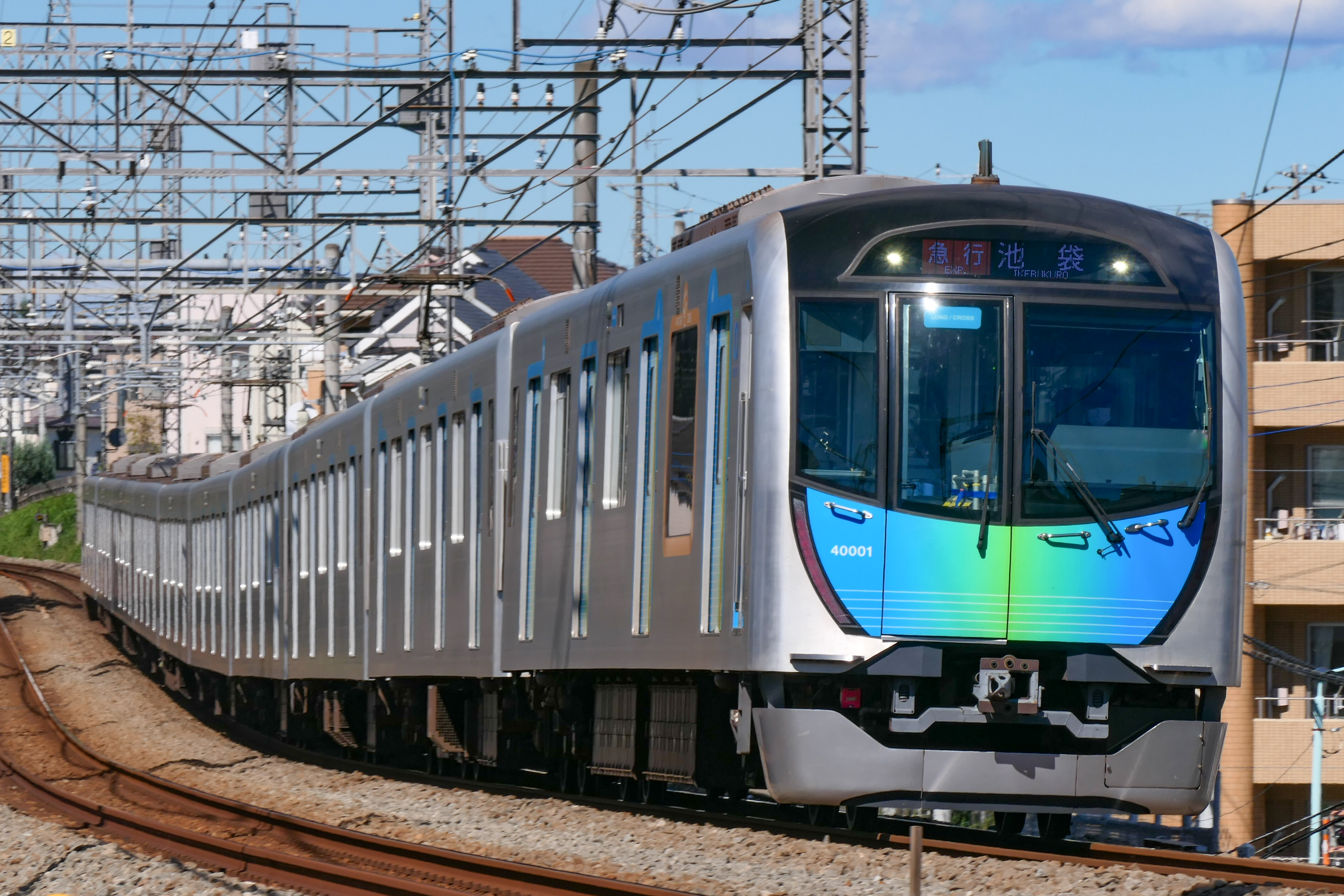
Seibu série 40000 (S-Train)
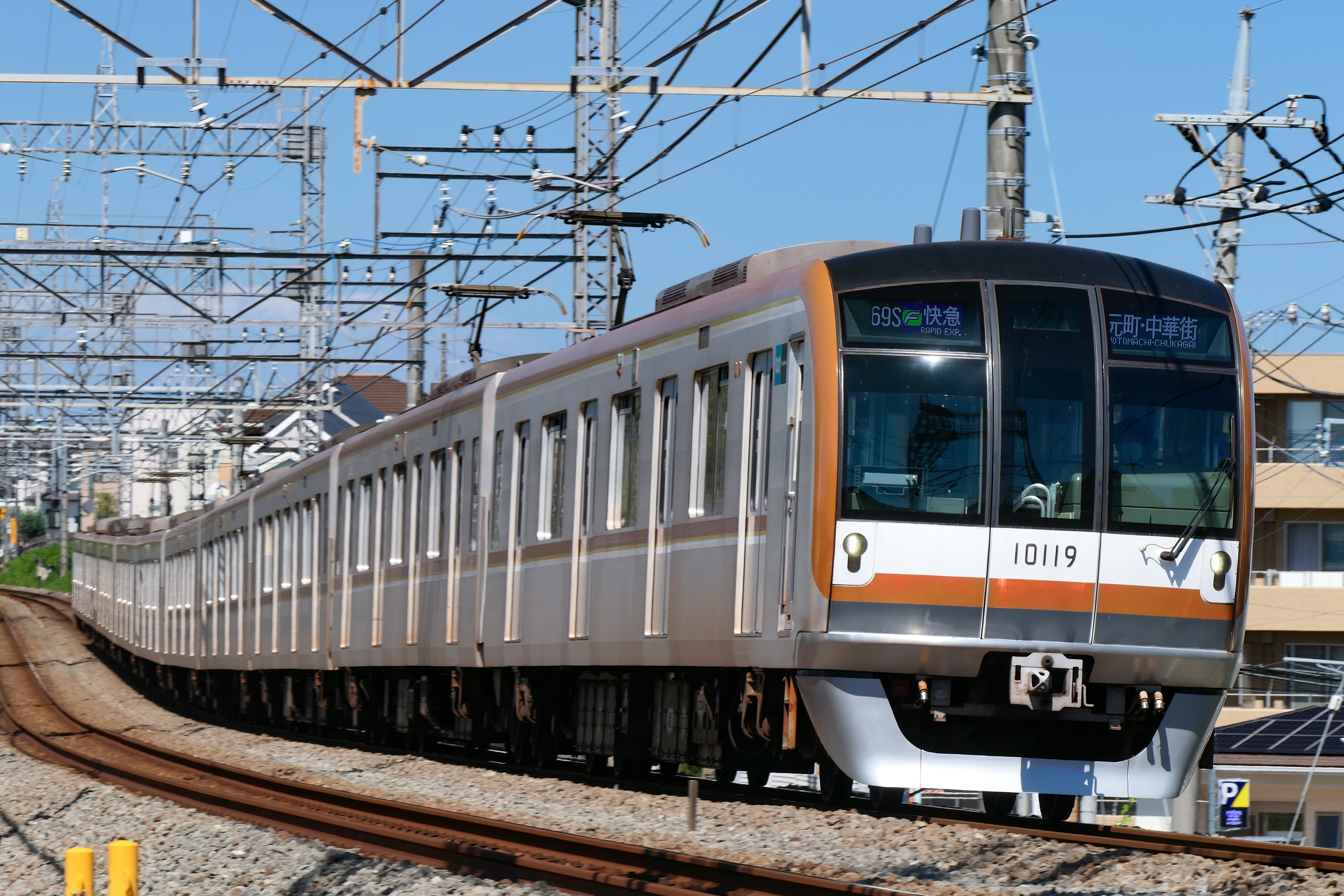
Tokyo Metro série 10000
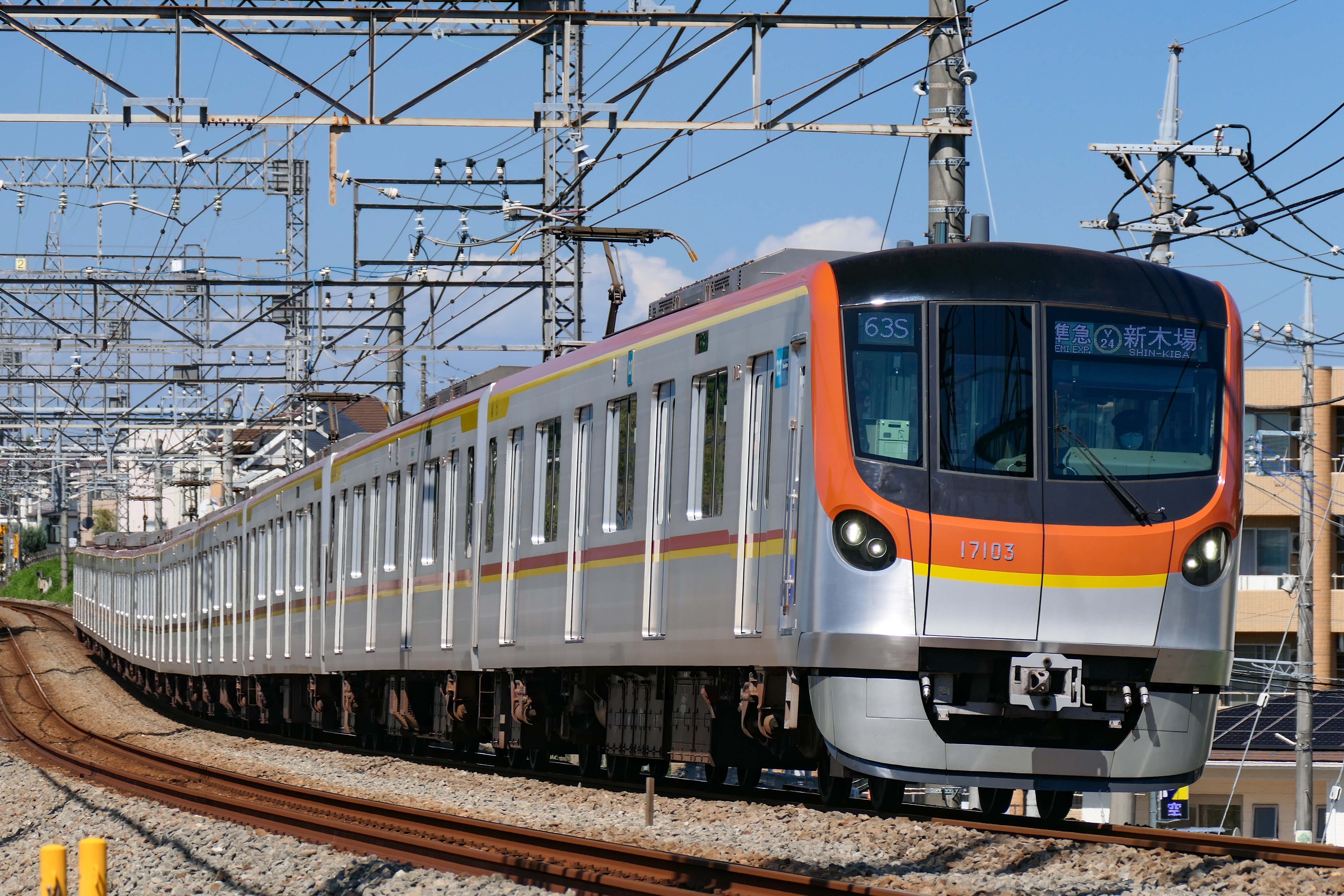
Tokyo Metro série 17000
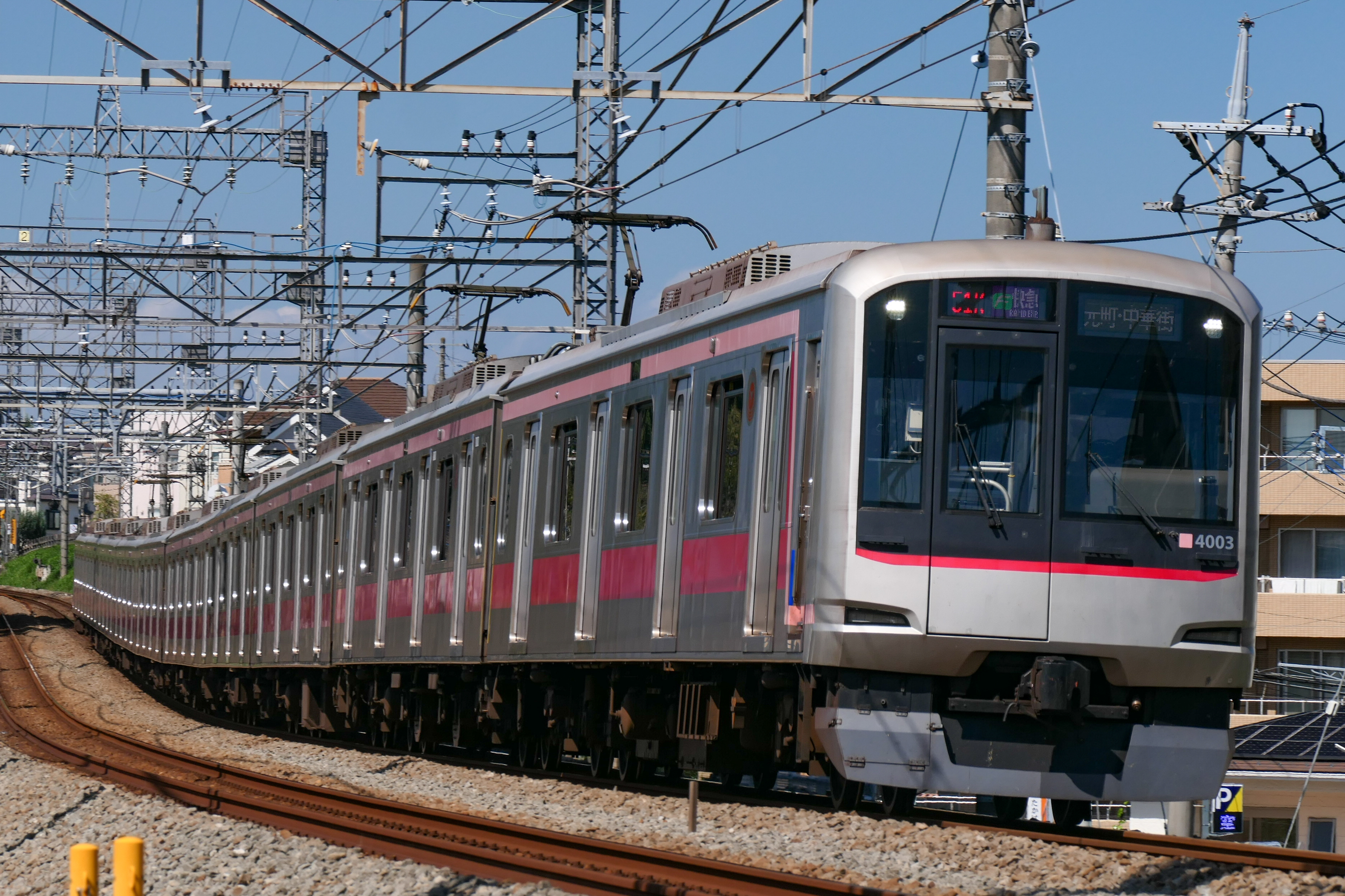
Tōkyū série 5000 et 5050
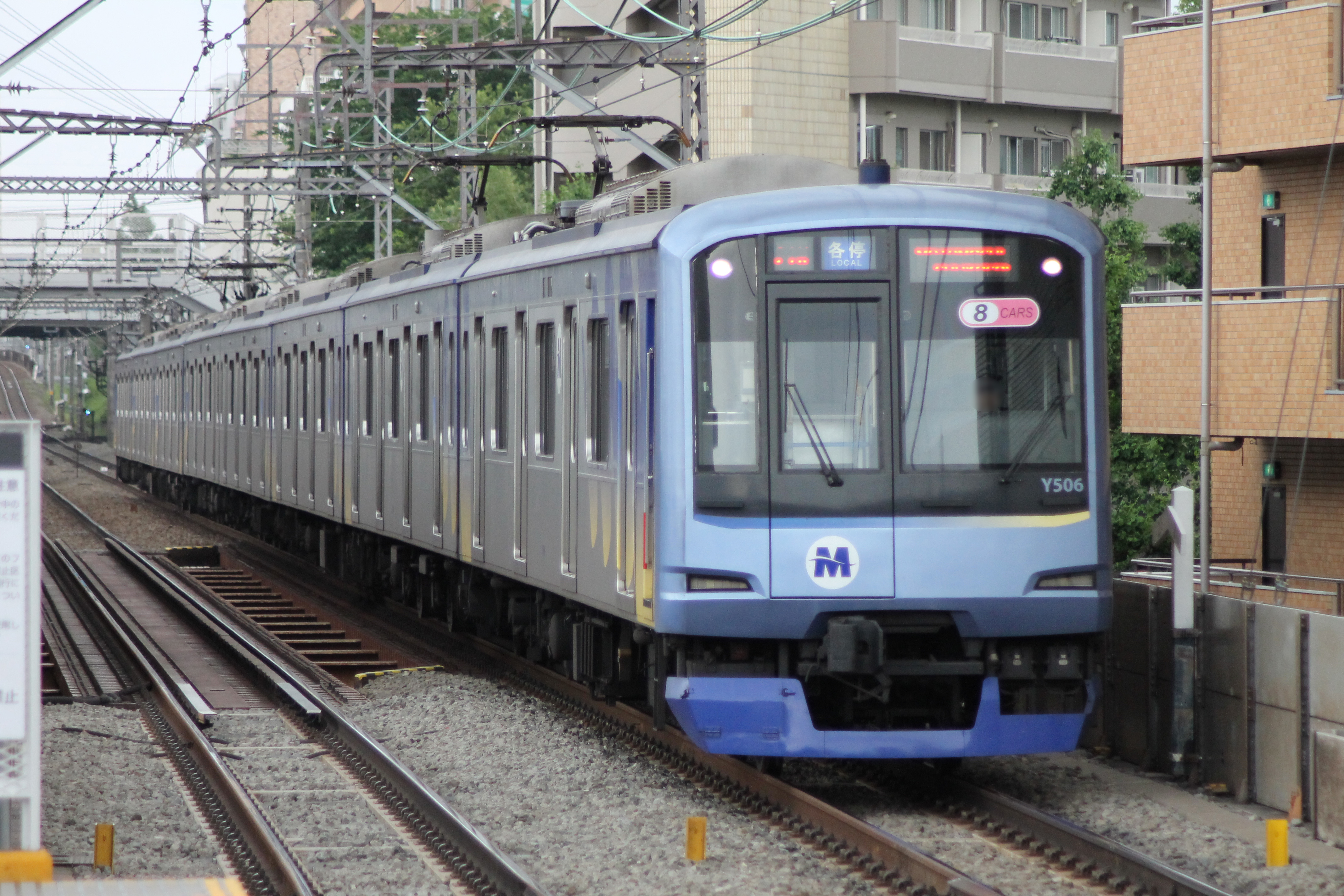
Yokohama Minatomirai Railway série Y500

### Ancien

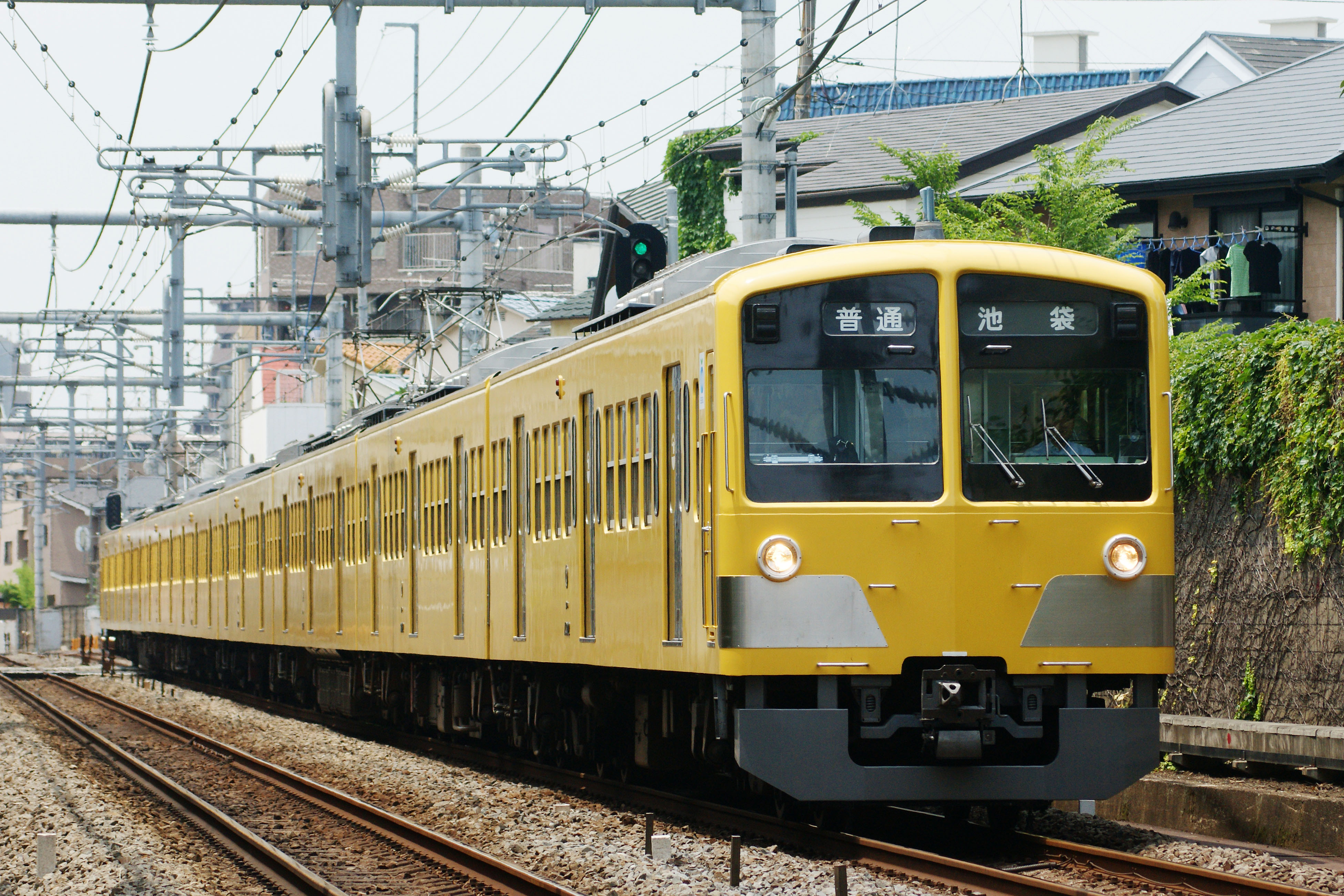
Seibu série 101
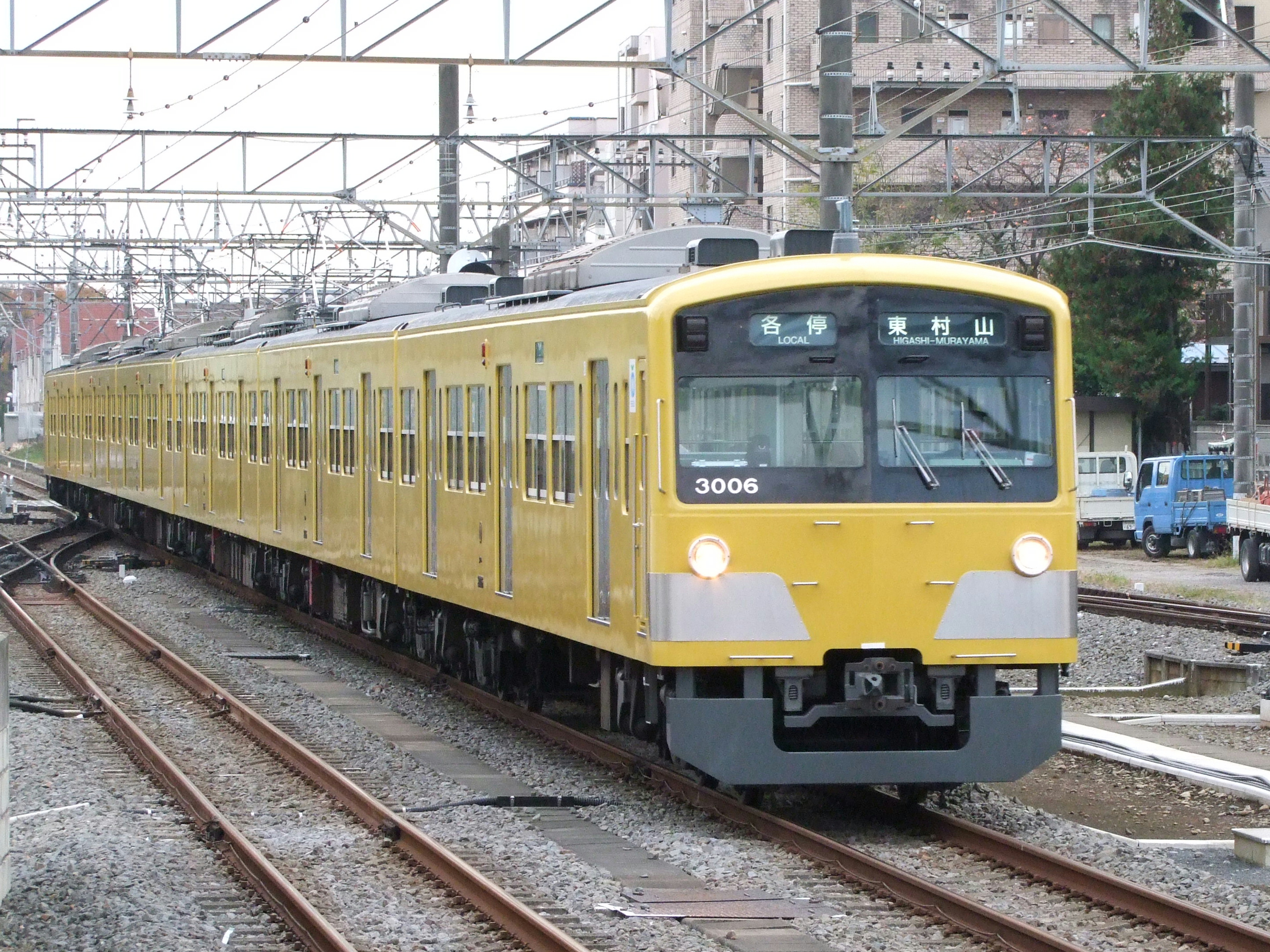
Seibu série 3000
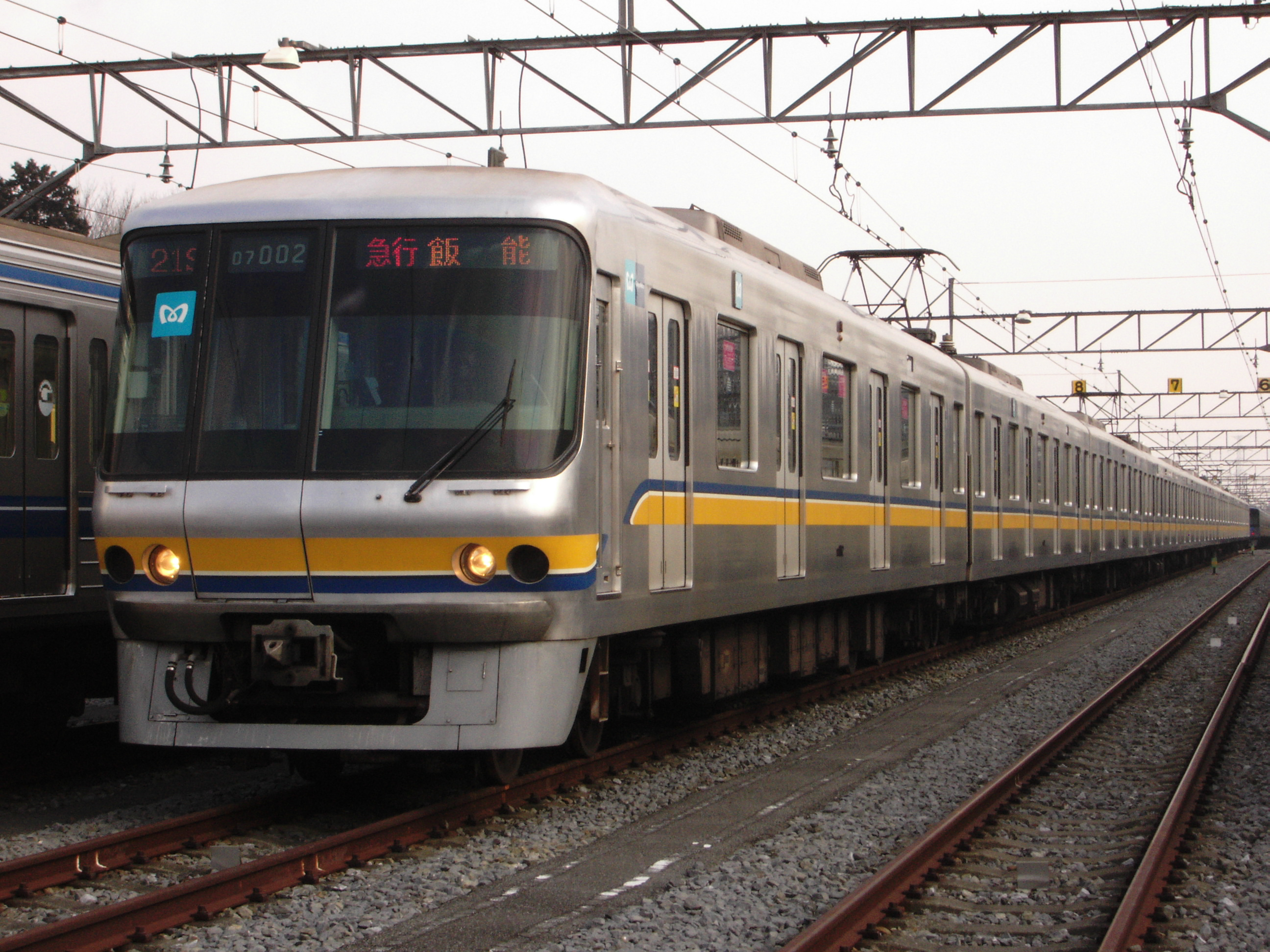
Tokyo Metro série 07
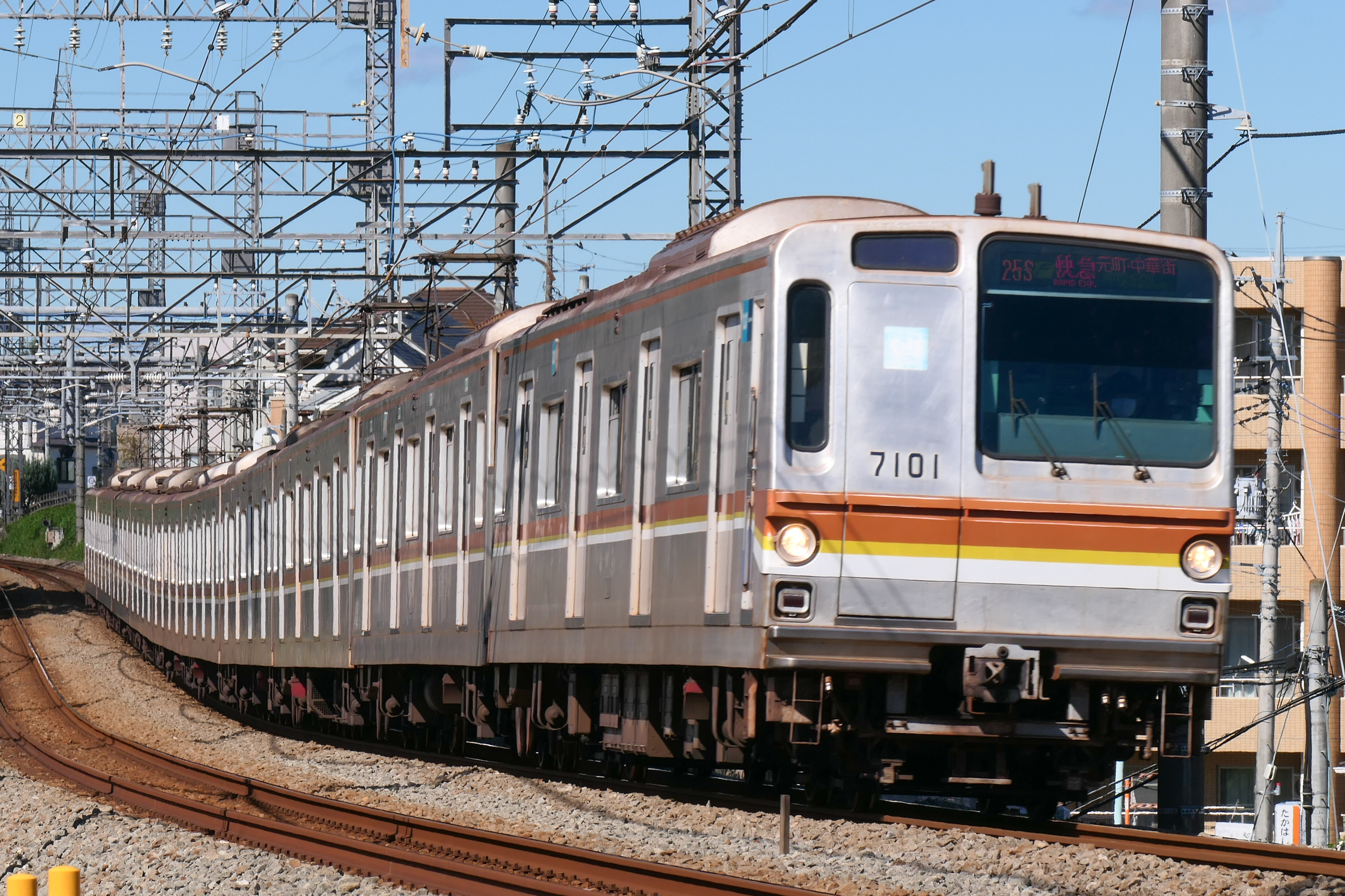
Tokyo Metro série 7000